# Tazoudasaurus naimi
Il tazoudasauro (Tazoudasaurus naimi) è un dinosauro erbivoro appartenente ai sauropodi. Visse nel Giurassico inferiore (Toarciano, circa 183 milioni di anni fa) e i suoi resti fossili sono stati ritrovati in Marocco.

## Descrizione
Questo animale doveva essere un sauropode di taglia relativamente modesta, e la lunghezza non doveva superare i 9 -10 metri. Era caratterizzato da alcuni elementi primitivi dello scheletro, come la mandibola simile a quella di alcuni prosauropodi e dotata di denti spatolati e muniti di denticoli, sprovvista di una sinfisi mandibolare a forma di U (presente invece nei sauropodi più derivati). Il lungo collo era flessibile e dotato di vertebre allungate, sprovviste di veri e propri pleuroceli (cavità tipiche delle vertebre dei sauropodi successivi), mentre le serie vertebrali dorsali e caudali sembrerebbero essere state più rigide. 

## Classificazione
Tazoudasaurus naimi venne descritto per la prima volta nel 2004, sulla base di resti fossili comprendenti uno scheletro parziale di un esemplare adulto e un altro scheletro parziale appartenente a un giovane. Successivamente sono stati ritrovati numerosi altri resti fossili, appartenenti ad almeno dieci esemplari, tutti provenienti nella zona di Toundoute nell'Alto Atlante del Marocco. Tazoudasaurus è pertanto il sauropode più conosciuto del Giurassico inferiore, altrimenti avaro di resti fossili di questo clade.
Tazoudasaurus è considerato un rappresentante dei vulcanodontidi, un gruppo di sauropodi eccezionalmente primitivi, vissuti nel Giurassico inferiore e ritenuti ancestrali alla maggior parte dei sauropodi successivi (Eusauropoda). In particolare, Tazoudasaurus sembrerebbe essere strettamente imparentato con il genere eponimo Vulcanodon, dal quale si distingue solo per alcuni dettagli delle vertebre caudali.

## Paleobiologia
L'usura dentaria dei denti nella mandibola a forma di V indicano un certo grado di occlusione dentaria, e ciò suggerisce che Tazoudasaurus e gli altri vulcanodontidi processassero il cibo oralmente, mentre si nutrivano. I resti di Tazoudasaurus sono stati ritrovati insieme a quelli di uno snello dinosauro carnivoro, Berberosaurus.